# Wangerooge
Wangerooge (anticamente: Wangeroog; 4,97 km²; 950 ab. circa) è l'isola più orientale dell'arcipelago delle Frisone Orientali (Ostfriesische Inseln), gruppo di isole tedesche sul Mare del Nord appartenenti al land Bassa Sassonia (Niedersachsen, Germania nord-occidentale).

## Geografia fisica
L'isola – considerando solo le isole abitate – è la seconda da est delle Isole Frisone Orientali e si trova ad est di Spiekeroog, al largo di Carolinensiel e Harlesiel.

### Territorio
L'isola è lunga 9 km ed è larga spesso meno di 1 km. 
L'isola è costituita da vari sedimenti geologici e si caratterizza per la singolarità del paesaggio.
A nord dell'isola si trova una lunga spiaggia bianca, caratterizzata da una sabbia finissima.
Immediatamente a ridosso del litorale si trovano dune sabbiose alte oltre 10 metri coperte da una leggera vegetazione.
Oltre alle dune sabbiose, come in tutte le altre isole frisone, troviamo anche Wangerooge dune moreniche dove crescono licheni, arbusti e anche alcuni alberi capaci di resistere ai forti venti provenienti da nord ovest.
Infine, è possibile osservare un'ampia zona paludosa che diventa via via Wattenmeer ricca di vegetazione.
Non a caso Wangerooge è un'isola che appartiene al Parco nazionale del Wattenmeer della Bassa Sassonia. Questi territori sono peraltro importanti punti di migrazione per moltissime specie di uccelli. Secondo il guardiaparco dell'isola, in un anno stazionano o passano per Wangerooge circa 22 milioni di uccelli.
Wangerooge nella sua parte est è molto selvaggia, non esistono abitazioni e il segno dell'uomo è ridotto al minimo. In questa parte, che è possibile raggiungere solo attraverso le lunghe spiagge della costa, nidificano molte specie di uccelli.
Nella parte centrale di Wangerooge si trova il centro abitato. D'inverno si contano circa 750 abitanti ma nei mesi estivi si raggiungono anche le 10.000 persone, atteso che Wangerooge è una meta turistica estiva molto frequentata.
Nella parte ovest, invece, si erge il nuovo faro (40 m) che, insieme al faro di Helgoland e di Roter Sand ha una grande importanza nel segnalare l'entrata nei grandi porti tedeschi Amburgo Cuxhaven Bremerhaven. Oltre al nuovo faro, troviamo l'osservatorio astronomico, alcune case e la vecchia torre. Quest'ultima fu in origine un faro costruito nel 1860 ma a causa dei bombardamenti della seconda guerra mondiale fu ricostruita e oggi è un ostello della gioventù. Il simbolo di Wangerooge tuttavia è il vecchio faro (westturm). Esso fu infatti uno dei primi edifici costruiti dai primi residenti dell'isola nel diciassettesimo secolo. 
Per preservare Wangerooge dai danneggiamenti e dagli spostamenti di sabbia dovuti ai fortissimi venti che soffiano quasi sempre sull'isola da ovest verso est, negli anni sessanta sono state costruite dei muri in cemento in modo da evitare che le spiagge e la parte ovest potessero essere minacciate dall'erosione. Tuttavia, proprio a causa del fenomeno delle forti correnti che trasportano la sabbia da ovest a est, le isole Frisone tendono a essere molto allungate verso est.

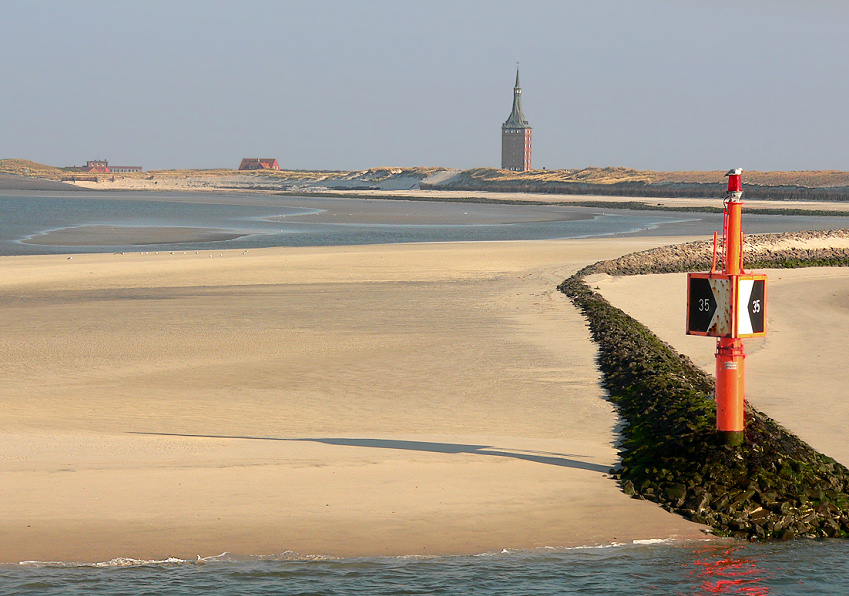
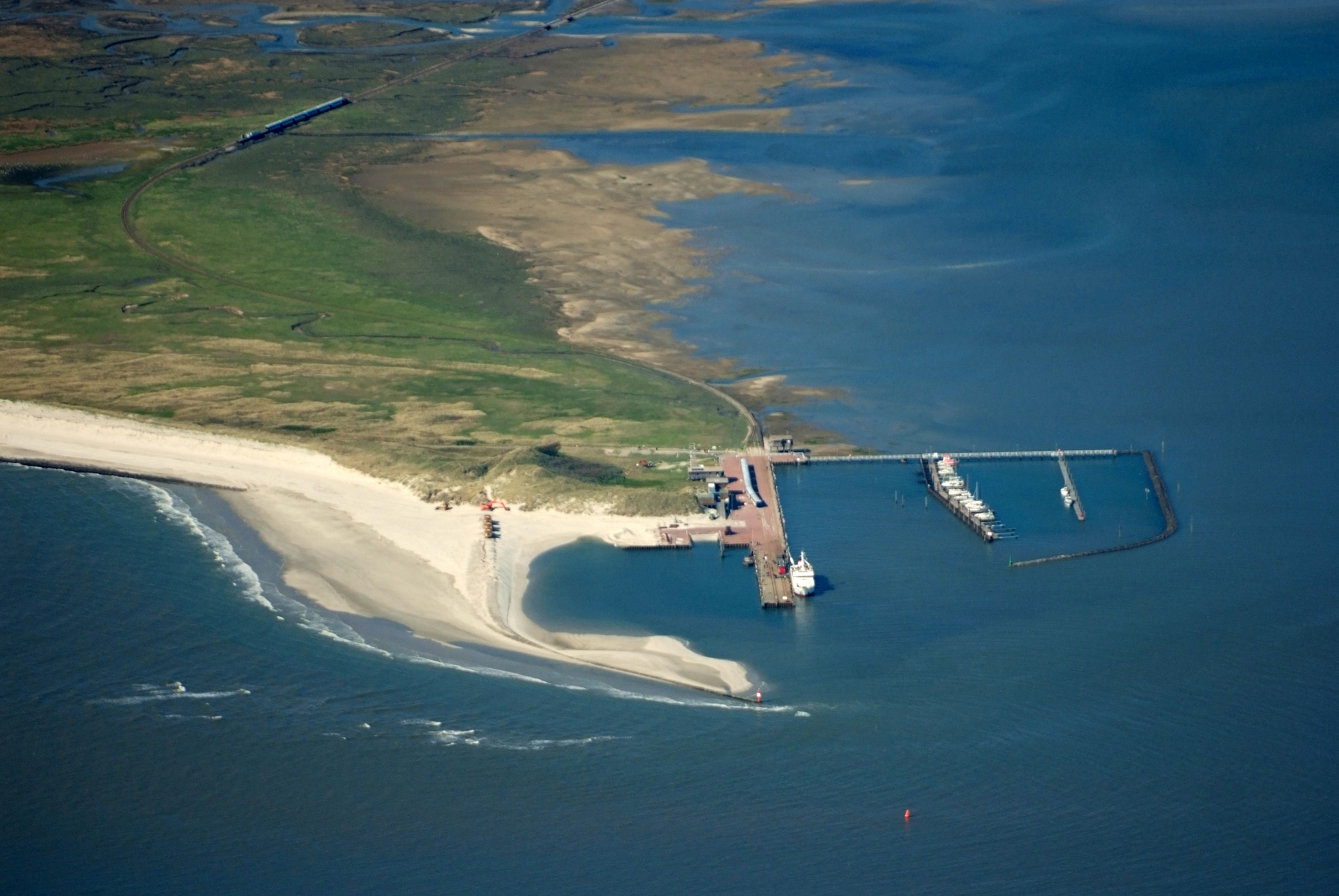
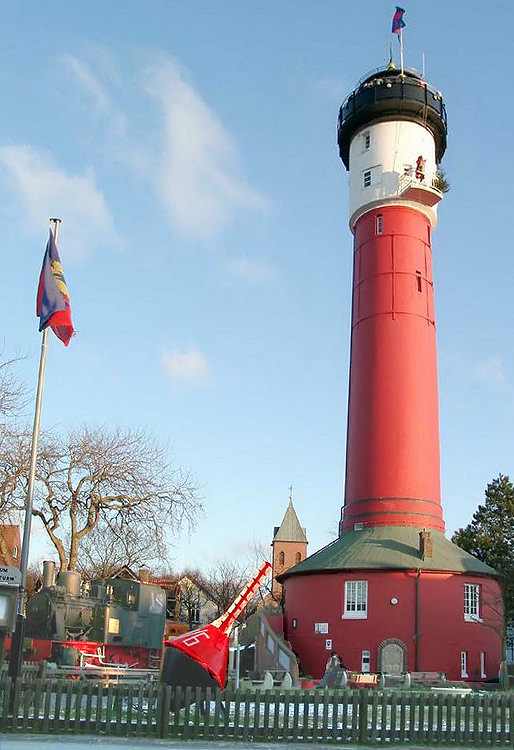
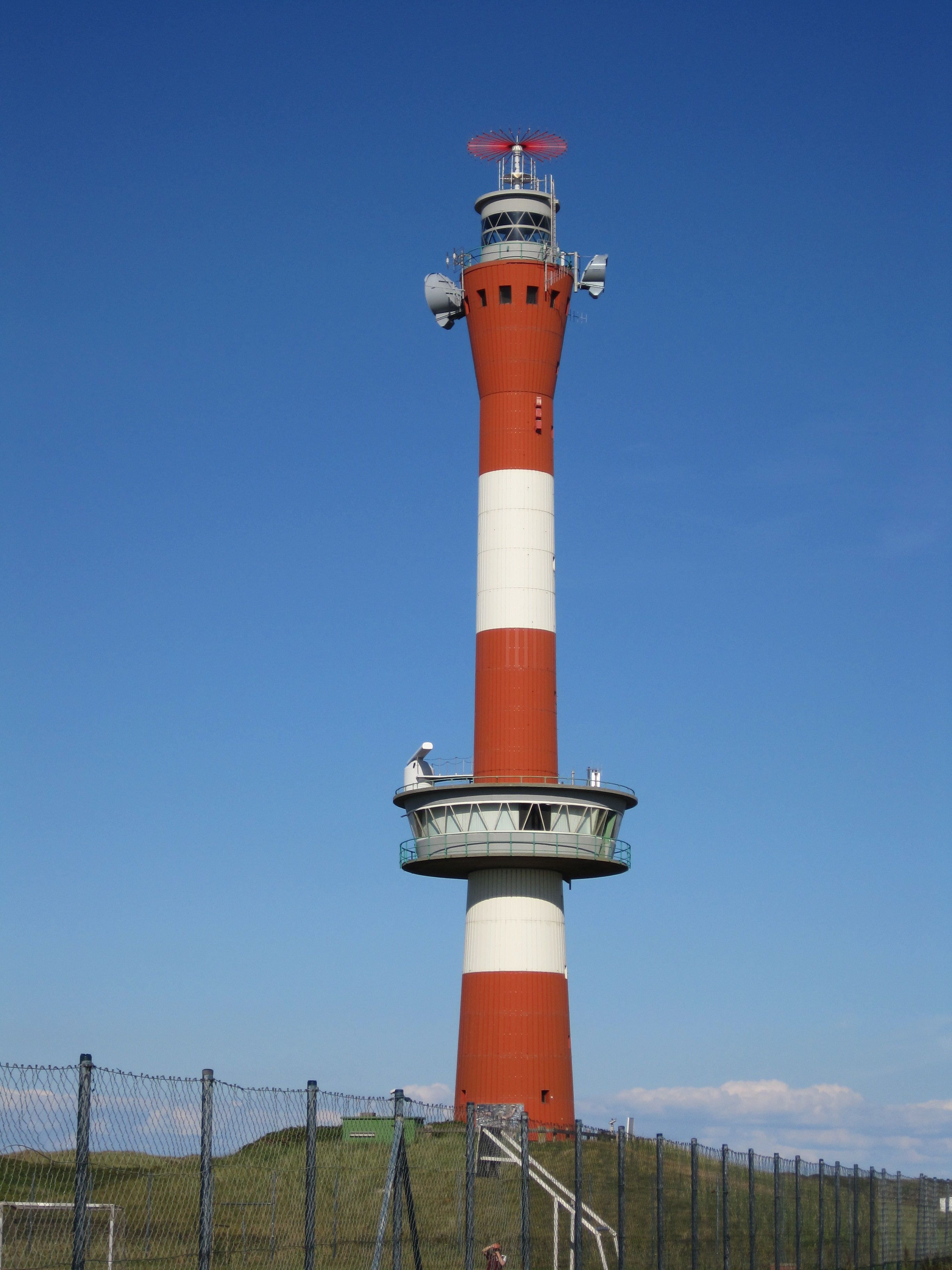
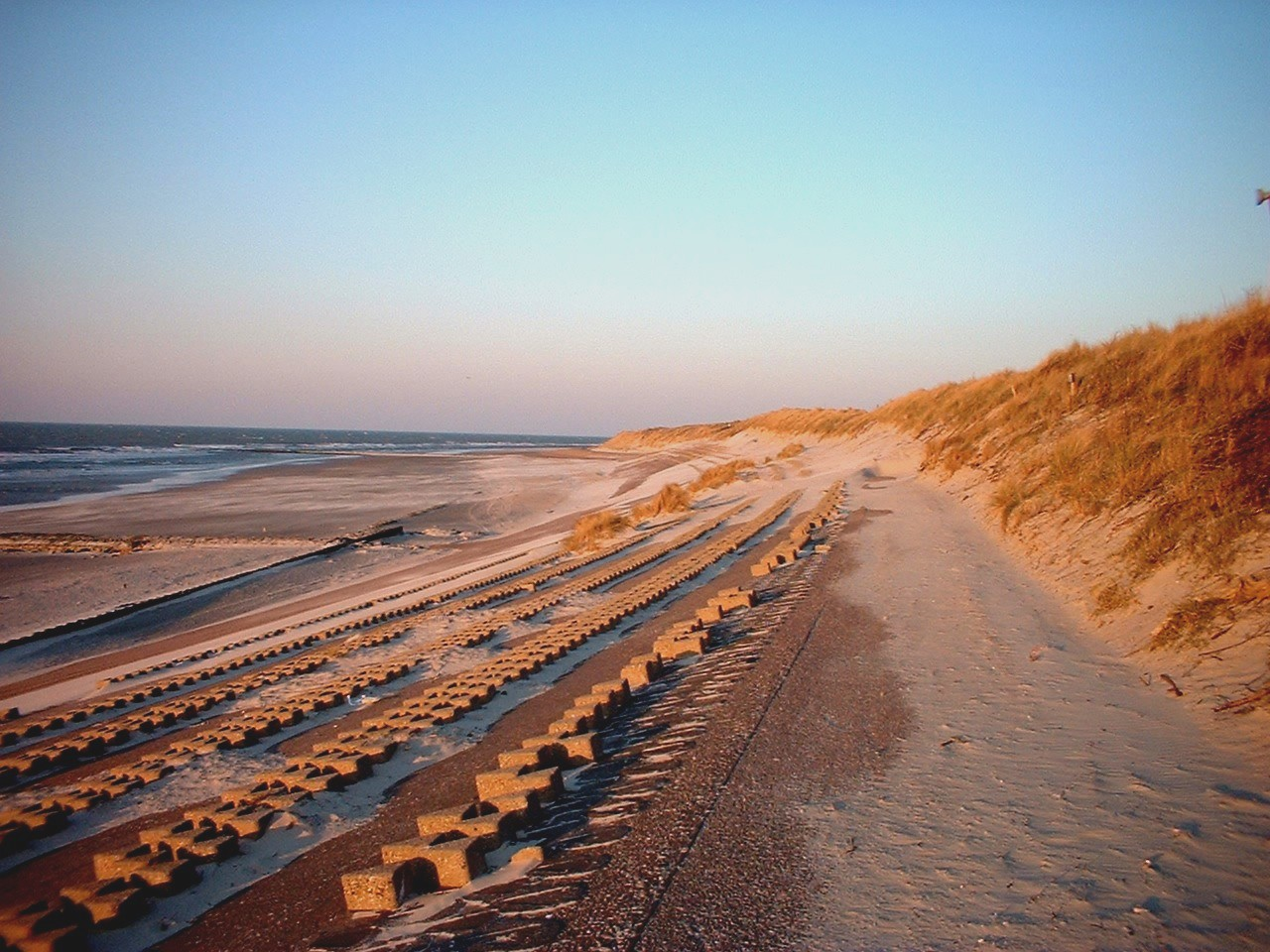
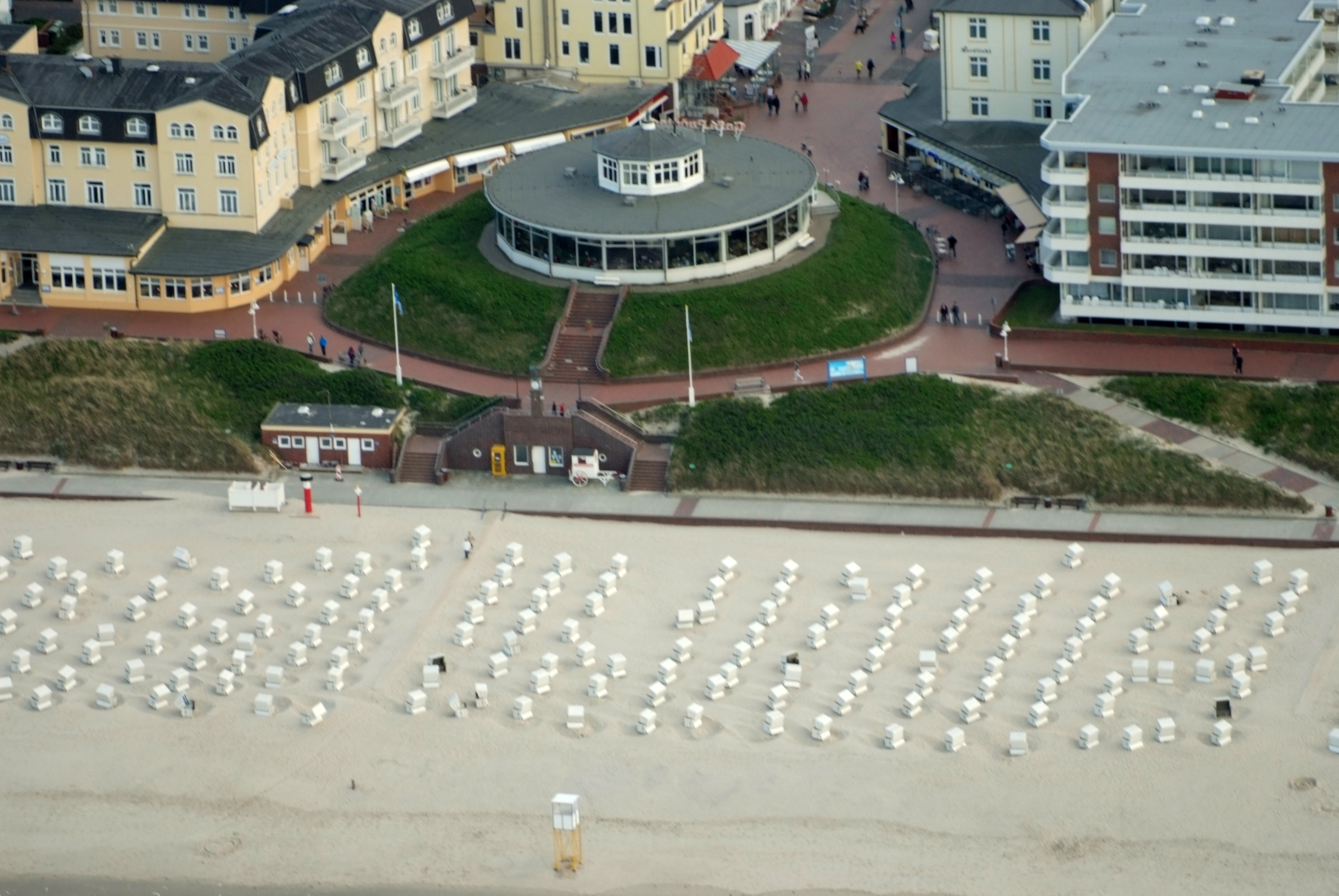
Café Pudding

## Amministrazione
Amministrativamente costituisce un comune nel circondario della Frisia e – a differenza di tutte le altre isole abitate dell'arcipelago – non appartiene geograficamente alla regione della Frisia Orientale, bensì a quella di Oldenburg.

## Infrastrutture e trasporti
Wangerooge nella parte ovest ha anche un porto dove più volte al giorno attracca il traghetto da Harlesiel che trasporta le merci che Wangerooge necessità dalla terraferma e persone. Il porto ha un'altra sezione per barche e natanti privati questa sezione è sicuramente destinata a natanti privati poiché Wangerooge può considerarsi un porto turistico.
A Wangerooge esiste una rete ferroviaria gestita dalla DB che trasporta le merci e le persone. Dal porto di Wangerooge all'abitato di Wangerooge infatti esiste un servizio ferroviario che collega le due mete ed è l'unico mezzo utilizzabile dal porto per raggiungere Wangerooge se si esclude la bicicletta. I treni collegano il porto al centro abitato in concomitanza dell'arrivo o partenza dei traghetti per il continente. La linea ferroviaria è a scartamento ridotto, e su di essa viaggiano treni dei primi anni del XX secolo.
Wangerooge ha anche un aeroporto a est del centro abitato. L'aeroporto di Wangerooge ha una pista di 1 km quindi piccoli aerei a turboelica possono raggiungerla. Esistono delle linee aeree che da Wangerooge quotidianamente raggiungono via aerea Brema Amburgo e Bremerhaven oltre che l'aeroporto sia utilizzato da piccoli aerei privati. 
A Wangerooge è vietato l'utilizzo di automezzi gli unici automezzi consentiti sono quelli elettrici, escluso per gli automezzi dei vigili del fuoco delle autoambulanze e della polizia. Per gli spostamenti nell'isola si utilizza la bicicletta infatti le uniche strade che esistono nell'isola sono piste ciclabili se si esclude le strade urbane e la strada che porta al nuovo faro.
È la prima isola dell'arcipelago della Frisone Orientali ad essere stata abitata, segnatamente a partire dal XIV secolo.